# Nコード

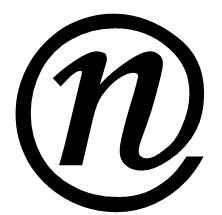
Nコードを表示するNマーク

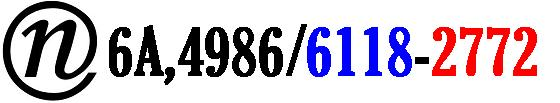
東京駅のNコード表示　日常の利用では青・赤字の8桁の数字で5m精度の位置を表示可能

Nコードとは地図上の位置を、十進法の整数で表した表示方法。

## 概要
世界を連続して分割した独自のメッシュ構造をしており、各メッシュは十進法の整数で連続的に表現される。
緯度と経度が六十進法（場合により六十進法+十進法の複合の）で表示されるのに対し、十進法の数値表示にすることにより地図上の地点を索引できるよう開発された。
“町の発明家”西岡徹が堺市役所勤務中に発明した位置情報の表示体系である。西岡はその後、有限会社NCプロジェクト代表取締役となって堺市の市長特別賞などを受賞している。NCプロジェクトとその代理店のアクストはGPSによるNコード簡易取得端末（愛称：Nぽじ）を開発している。
規格を管理しているのは一般社団法人Nコード管理協会である。同協会のホームページでNコードが公開されている。携帯電話からNコードを取得したり地図を検索したりすることもできる

## 利点と欠点

### 利点
- 災害などにより目標物がなくなった状態や電波が止まった状態、あるいは海上や原野やビル街など、GPSのナビゲーションシステムが使えなくなる状況下にあっても、GPSによるNコード簡易取得端末（愛称：Nぽじ）とNコードが付けられた紙地図さえあれば読み取ることができる。
- 東西南北約50kmの範囲内であれば、使用する位置のメッシュ番号の桁数が少ない。5m程度の精度であれば、東西○○○○－南北○○○○の８桁で表示される。通常の待ち合わせの場合、目視でき互いに声が聞こえる範囲が分かれば良いので、東西○○○－南北○○○の６桁（５０ｍ程度の精度）でよい。
- 東西南北約50kmの範囲内であれば、使用する位置のメッシュ番号の桁数が少ないため、メッシュ番号を「憶えやすく」、「言いやすく」、「聞き取りやすい」という利点がある。
- Nコードは十進法のコード体系であるため、標準地域メッシュ・標準メッシュコード（六十進法+四進法）と違って、連続するメッシュが同じように連続したメッシュ番号で表現される。
- UTM座標による地図は、座標原点の各区画の境界部が重なる（日本では新潟県糸魚川付近から静岡県御前崎付近の53～54区や山口県の52～53区、北海道の54～55区）ためコードの連続性が無くなるが、Nコードは全球で連続するコード体系となっている。重複部では、同一地点に座標原点ごとに2つのコードが割り当てられる。
- 一般財団法人消防科学総合センターが全国の都道府県・市区町村の消防防災担当部局、消防本部に配布した「消防防災GIS」の座標表示方法のひとつとして採用された事により、「消防防災GIS」がインストールされたパソコンがあれば、Nコードにより位置情報の確認が可能である。[5][6]

### 欠点
- 北緯81度39分30秒以北の北極点付近、南緯81度39分30秒以南の南極点付近はコードをつけられない。
- 緯度・経度座標を基にしたものであり、緯度によってユニットの東西と南北の長さが違う。このため、ユニットの大きさをもとに2つの地点間の厳密な距離を推定することはできない。
- 公的な地図で使われている標準地域メッシュ・標準メッシュコードとの互換性が無い。
- ユニット（日本では約50～55km四方）ごとに同じコードがあり、東西南北約50Kmを超えて広範囲に使用する場合は、ユニット番号を付さないといけない。
- 他の標準地域メッシュ・標準メッシュコードと同様に、コードが書かれた地図、緯度経度からコードに変換するソフトウェアや端末が無ければ使えず、新たな投資が必要である。また、これらを所持していない者との情報交換ができない。
- 近年はGPSを搭載したスマートフォンやカメラが普及しており、緯度・経度が簡単に取得できるため、緯度経度の方が汎用性がある。
- 緯度・経度や標準地域メッシュ・標準メッシュコード、マップコードなど、類似コードの氾濫により、地図を使用する現場（特に複数の機関が情報共有しなければならない災害現場など）において誤認識や混乱をきたすおそれがある。

## 構造

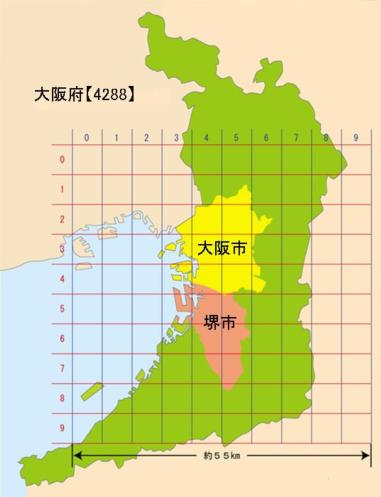
図

1. 地球を、東経170度を起点に、経線にそって60度毎に6つのゾーンに分割する。
2. 各ゾーン内を経線に沿って、36分間隔で100等分する。等分後の帯の部分は、赤道から極点に向かうに従い、当該緯度の余弦値を乗じた形で狭くなる。
3. 赤道を起点にして、緯度の間隔を徐々に縮めて緯線に沿った線を引く。赤道から南北250本の線を引くと、北の150本目の線は北極圏との境界辺り、南の150本目の線は南極海になる。
4. 南北両半球の合計500本の線を100本ずつ５つの部分に分け、北極圏部分をX、南極圏をY とし、中間部分にA,B,Cの符号を付ける。すると極点近くを除く全世界が30のブロックに分割される。これがブロック番号になる。起点を東経170 度にする事で、北米、大西洋、EU圏、中央アジア、東アジア、オセアニア、南アジア、アフリカというように文化圏毎に分割される。
5. 日本は、東アジアブロックを示す6Aに属する。それぞれのブロックは100×100のメッシュとなっているので、北西端を起点に東西、南北に00から99のまでの番号を付ける。日本部分は南北各2桁ずつを組み合わせたユニット番号となる[7]。それぞれユニットの大きさを約50kmと見ると各都市の位置関係を容易に知ることができる。[8]
6. ユニット内は東西、南北を10のn乗等分してメッシュ番号とする。このnは、メッシュ番号の桁数となる。例えば、大阪（4228）ユニットの内部を縦横10等分（1桁表示）すると図のようになり、ユニットのサイズは約55km四方で大阪府の主要部が収まる。メッシュサイズは約5kmメッシュとなる。
7. 2桁では縦横200等分で約500ｍメッシュ、3桁では縦横1,000等分で約50ｍメッシュ、4桁では縦横10,000等分で約5ｍメッシュとなる。

## 利用例

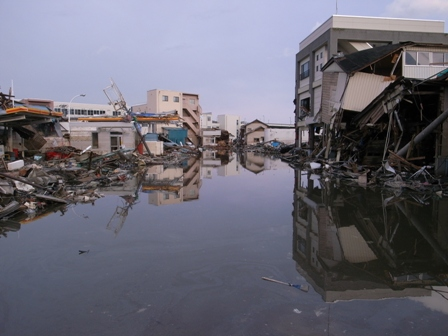
津波の黒い水で道路が分からなくなる

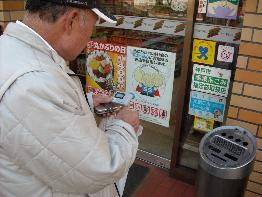
コンビニエンスストアの帰宅支援ステーションでのNコードを使った帰宅訓練の様子

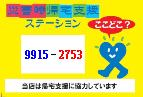
コンビニエンスストアの帰宅支援ステーションでのNコード表示

日本の国土は、3分の2が山林で覆われ、周囲を海に囲まれており河川敷なども多く、自然災害はこのような場所で多く発生している。このような場所では、一般によく使われる住所表示が無かったり、目標物では曖昧であったり、位置を特定する事が困難であることが多い。さらに、火災や土砂崩れ、津波などで建物や道路が無くなったり、地形自体が変化していることもある。
一般的に、このような場所の位置を正確に特定するために緯度・経度を利用するが、現場にこのまま情報を伝えてもナビゲーションを使わなければ現場の人間には直ちに理解することはできない。そこで、紙地図を理解しやすい番号で検索できるような工夫が行われている。
|                                                                               | 利用実績 |
| ----------------------------------------------------------------------------- | --- |
| 一般財団法人消防科学総合センター                                              | - 「消防防災GIS」に採用 |
| 核燃料サイクル開発機構                                                        | - 原子力防災事業者向け携帯端末（PDA）に採用 |
| 関西広域機構（現関西広域連合）                                                | - 2012年に行われた訓練で、帰宅支援ステーションに掲示したポスターでＮコードを広報 - Nコード簡易取得端末（Nコード専用のGPS端末（GPSによるNコード簡易取得端末（愛称：Nぽじ）Nぽじ））を関西広域連合の新商品調達認定制度により認定 |
| 滋賀県商工観光労働部 京都府商工労働観光部 大阪府商工労働部                    | - Nコード簡易取得端末（Nコード専用のGPS端末（愛称：Nぽじ））を新商品調達認定制度により認定※ |
| 大阪府危機管理室                                                              | - 大阪府全域災害対策用地図の制作 |
| 堺市情報推進課                                                                | - 堺市市民公開型地理情報システム「堺市e-地図帳」にNコード取得機能を搭載 （Nコードから地域を検索したり、Nコードのメッシュを表示、印刷することはできない：2014年10月閲覧）                                                       |
| 堺市上下水道局                                                                | - 水道局GISに採用（全家屋の水道メーターにNコードを附番） |
| 堺市堺区企画総務課 堺市中区企画総務課 堺市北区企画総務課 堺市美原区企画総務課 | - 各区のガイドマップの制作 |
| 堺市広聴広報課                                                                | - 堺市くらしのガイドマップの索引用コードに採用 |
| 堺市西区企画総務課                                                            | - 堺市臨海地区企業立地図の制作 |
| 高槻市情報システム課                                                          | - 高槻市WEB地図情報「わがまち高槻ガイド」にNコード取得機能を搭載 （Nコードから地域を検索したり、Nコードのメッシュを表示、印刷することはできない：2014年10月閲覧）                                                              |
| 兵庫県防災企画局                                                              | - 兵庫県全域防災対策用区画地図の制作 - 兵庫県下ヘリコプター臨時離着陸場適地約260カ所にNコードを附番（→2014年10月7日更新のものには、Nコードは掲載されていないようです） - 震災メモリアルウォーク                                |
| 兵庫県産業労働部                                                              | - Nコード簡易取得端末（Nコード専用のGPS端末（愛称：Nぽじ））を新商品調達認定制度により認定※ |
| 兵庫県県土整備部                                                              | - 兵庫県ＣＧハザードマップ（洪水・土砂災害・津波・高潮・ため池）にNコード取得機能を搭載 （Nコードから地域を検索したり、Nコードのメッシュを表示、印刷することはできない：2014年10月閲覧）                                       |
| 兵庫県但馬県民局 兵庫県丹波県民局 兵庫県淡路県民局                            | - 管内防災区画地図の制作 |
| 兵庫県東灘警察署 芦屋市消防本部 神戸市消防局                                  | - Nコードを使った山岳救助訓練の実施 |
| 神戸市消防局 西宮市消防本部 宝塚市消防本部                                    | - 消防通信指令システムに採用 |
| 和歌山県商工観光労働部 徳島県商工労働部                                       | - Nコード簡易取得端末（Nコード専用のGPS端末（愛称：Nぽじ））を新商品調達認定制度により認定※ |
| 斑鳩町観光協会 伊賀市観光協会                                                 | - 観光ガイドマップの制作 |

※ 新商品調達認定制度による認定には期限があり、現在は認定期間が終了しているものがあると思われる。認定期間終了後は通常の入札等を行わなければならないが、競合他社が無い場合には特命随意契約とする必要がある。

登山やトレッキングの分野での道迷い防止の効果が期待されている。仮に遭難という事態になっても、遭難者と救助者の双方がNコードで情報交換することができれば、ピンポイントで捜索してもらうことができる。

## 類似の座標表記技術
類似のものに、1997年にデンソーが開発したマップコードがある。
マップコードとは、本全国のあらゆる場所を、6〜10桁の数字で表すことができる。さらに2桁の高分解能コードを追加することで、約3m四方で場所を特定することが出来る。

## 防災機関が使用する共通地図の作成
- 東日本大震災後に国の出先機関や自治体、学識者などで結成した「東海・東南海・南海地震対策中部圏戦略会議」は、座標統一の必要性を指摘し、平成24年11月5日に、東海・東南海・南海地震 等の巨大地震に対して総合的かつ広域的視点から一体となって重点的・戦略的に取り組むべき事項を「中部圏地震防災基本戦略」として協働で策定した。この中で、実施すべき個別検討項目に、防災機関が使用する共通地図の作成が位置付けられた。[15]
- 平成25年に、中部圏では陸上自衛隊・警察・海上保安本部の三機関が、UTMグリッド地図（ユニバーサル横メルカトル図法）を共通地図とすることを決定した。[16]
- これを踏まえ、国土地理院の地理院地図（電子国土Web）に、ユニバーサル横メルカトル図法グリッドの検索・表示・印刷機能を追加し公開された。[17]
- 内閣府において、災害対策の標準化を図ることを目的として、平成25年度に「災害対策標準化検討会議」が開催された。その中で、現地における活動情報の共有化として、「活動場所や被災箇所等の地図等への表示方式」「地図のデータ形式」「電子地図情報化及びその共有化」について検討されている。[18]